# Saison 2023 de l'équipe cycliste TotalEnergies
La saison 2023 de l'équipe cycliste TotalEnergies est la vingt-quatrième de cette équipe.

## Effectif
| Effectif 2023                               | Effectif 2023     | Effectif 2023 | Effectif 2023                     |
| Cycliste                                    | Date de naissance | Pays          | Équipe précédente                 |
| ------------------------------------------- | ----------------- | ------------- | --------------------------------- |
| Edvald Boasson Hagen                        | 17 mai 1987       | Norvège       | NTT Pro Cycling (2020)            |
| Maciej Bodnar                               | 7 mars 1985       | Pologne       | Bora-Hansgrohe (2021)             |
| Thomas Bonnet                               | 13 septembre 1998 | France        | Vendée U Pays de la Loire (2022)  |
| Mathieu Burgaudeau                          | 17 novembre 1998  | France        | Vendée U Pays de la Loire (2018)  |
| Jérémy Cabot                                | 24 juillet 1991   | France        | SCO Dijon (2019)                  |
| Steff Cras                                  | 13 février 1996   | Belgique      | Lotto-Soudal (2022)               |
| Víctor de la Parte                          | 22 juin 1986      | Espagne       | CCC Team (2020)                   |
| Fabien Doubey                               | 21 octobre 1993   | France        | Circus-Wanty Gobert (2020)        |
| Sandy Dujardin                              | 29 mai 1997       | France        | Vendée U Pays de la Loire (2021)  |
| Valentin Ferron                             | 8 février 1998    | France        | Vendée U Pays de la Loire (2020)  |
| Fabien Grellier                             | 31 octobre 1994   | France        | Vendée U (2015)                   |
| Émilien Jeannière                           | 26 septembre 1998 | France        | Vendée U Pays de la Loire (2022)  |
| Alan Jousseaume                             | 3 août 1998       | France        | Vendée U Pays de la Loire (2021)  |
| Pierre Latour                               | 12 octobre 1993   | France        | AG2R La Mondiale (2020)           |
| Lorrenzo Manzin                             | 26 juillet 1994   | France        | Vital Concept-B&B Hotels (2019)   |
| Daniel Oss                                  | 13 janvier 1987   | Italie        | Bora-Hansgrohe (2021)             |
| Paul Ourselin                               | 13 avril 1994     | France        | Vendée U Pays de la Loire (2016)  |
| Peter Sagan                                 | 26 janvier 1990   | Slovaquie     | Bora-Hansgrohe (2021)             |
| Julien Simon                                | 4 octobre 1985    | France        | Cofidis, Solutions Crédits (2019) |
| Geoffrey Soupe                              | 22 mars 1988      | France        | Cofidis, Solutions Crédits (2019) |
| Jason Tesson                                | 9 janvier 1998    | France        | Saint Michel-Auber 93 (2022)      |
| Anthony Turgis                              | 16 mai 1994       | France        | Cofidis, Solutions Crédits (2018) |
| Dries Van Gestel                            | 30 septembre 1994 | Belgique      | Sport Vlaanderen-Baloise (2019)   |
| Mattéo Vercher                              | 26 janvier 2001   | France        | Vendée U Pays de la Loire (2022)  |
| Alexis Vuillermoz                           | 1 juin 1988       | France        | AG2R La Mondiale (2020)           |
| Alessio Cialone (1 août–31 déc., stagiaire) | 10 décembre 2003  | France        | Vendée U Pays de la Loire (2023)  |
| Lucas Boniface (1 août–31 déc., stagiaire)  | 24 octobre 2000   | France        | Vendée U Pays de la Loire (2023)  |
| Lucas Grolier (1 août–31 déc., stagiaire)   | 3 février 2000    | France        |                                   |
|                                             |                   |               |                                   |
| Source : ProCyclingStats                    |                   |               |                                   |

## Victoires
| Victoires | Victoires                                     | Victoires | Victoires | Victoires       | Victoires |
| Date      | Course                                        | Pays      | Classe    | Vainqueur       |           |
| --------- | --------------------------------------------- | --------- | --------- | --------------- | --------- |
| 23 janv.  | 1re étape de La Tropicale Amissa Bongo        | Gabon     | 2.1       | Geoffrey Soupe  |           |
| 24 janv.  | 2e étape de La Tropicale Amissa Bongo         | Gabon     | 2.1       | Jason Tesson    |           |
| 25 janv.  | 3e étape de La Tropicale Amissa Bongo         | Gabon     | 2.1       | Jason Tesson    |           |
| 29 janv.  | Classement général, La Tropicale Amissa Bongo | Gabon     | 2.1       | Geoffrey Soupe  |           |
| 22 fév.   | 4e étape du Tour du Rwanda                    | Rwanda    | 2.1       | Thomas Bonnet   |           |
| 11 avr.   | Paris-Camembert                               | France    | 1.1       | Valentin Ferron |           |
| 16 juin   | 2e étape de La Route d'Occitanie              | France    | 2.1       | Jason Tesson    |           |

## Classements UCI
| Classement UCI | Classement UCI       | Classement UCI | Classement UCI |
| Coureur        | Coureur              | Pays           | Points         |
| -------------- | -------------------- | -------------- | -------------- |
| 98e            | Mathieu Burgaudeau   | France         | 878 pts        |
| 144e           | Dries Van Gestel     | Belgique       | 642 pts        |
| 202e           | Anthony Turgis       | France         | 460 pts        |
| 209e           | Sandy Dujardin       | France         | 451 pts        |
| 209e           | Valentin Ferron      | France         | 451 pts        |
| 227e           | Steff Cras           | Belgique       | 416 pts        |
| 228e           | Geoffrey Soupe       | France         | 412 pts        |
| 265e           | Pierre Latour        | France         | 360 pts        |
| 271e           | Jason Tesson         | France         | 350 pts        |
| 314e           | Peter Sagan          | Slovaquie      | 293 pts        |
| 396e           | Edvald Boasson Hagen | Norvège        | 221 pts        |
| 496e           | Paul Ourselin        | France         | 172 pts        |
| 597e           | Julien Simon         | France         | 132 pts        |
| 718e           | Víctor de la Parte   | Espagne        | 101 pts        |
| 738e           | Lorrenzo Manzin      | France         | 98 pts         |
| 738e           | Thomas Bonnet        | France         | 98 pts         |
| 764e           | Émilien Jeannière    | France         | 94 pts         |
| 941e           | Jérémy Cabot         | France         | 68 pts         |
| 1063e          | Maciej Bodnar        | Pologne        | 55 pts         |
| 1329e          | Fabien Doubey        | France         | 38 pts         |
| 1397e          | Alexis Vuillermoz    | France         | 34 pts         |
| 1554e          | Alan Jousseaume      | France         | 28 pts         |
| 1584e          | Lucas Boniface       | France         | 27 pts         |
| 1871e          | Mattéo Vercher       | France         | 19 pts         |
| 1871e          | Fabien Grellier      | France         | 19 pts         |
| 1938e          | Daniel Oss           | Italie         | 15 pts         |
| 2765e          | Alessio Cialone      | France         | 3 pts          |